# Arthrobotrys superba
Arthrobotrys superba (укр. Артроботрис суперба) — вид грибів роду артроботрис (Arthrobotrys). Гриб класифікували у 1839 році.

## Будова
Як й інший паразитичний гриб Arthrobotrys oligospora, Arthrobotrys superba має липкі тривимірні ласо для полювання на нематод. Завиток петлі 25-40 мкм.

## Життєвий цикл
Цей гриб паразитує, полюючи на нематод. Гіфи виростають у вигляді пастки, що може захопити нематоду.

## Поширення та середовище існування
Поширений нематодоїдний гриб. Знаходять у гниючих листях та деревині як листяних так і хвойних дерев.